# Стефанович-Ольшанська Михайлина
Михайлина Стефанович-Ольшанська (1895, с. Старява — 1975) — українська художниця-іконограф, графік, поетеса та перекладачка в діаспорі.

## Життєпис
Родом з села Старява Мостиського повіту, Галичина (тепер Мостиський район Львівської області). Вчилася у Петра Холодного-старшого у Львові й у Парижі. Виставляла з 1923 у Львові, Римі, Софії, Чикаго, Нью-Йорку та ін. Під час Другої світової війни деякий час працювала у Кракові над ілюструванням книжок, потім у Німеччині брала участь у виставках, що принесли їй членство в «Freie Künstler Union». У 1950 року емігрувала до США, де нав'язала контакти з американським мистецьким світом, створювала портрети, писала поезію, перекладала українською твори світової літератури.
Твори: «Ізольда», «Замок кохання», «Спляча царівна», «Княгиня Ольга», «Плач Ярославни» у ґотичному і візантійському стилях; графіка «Біля криниці».